# Колпь (приток Гуся)
Колпь — река в России, протекает по Рязанской области, Владимирской области. Устье реки находится в 12 км по левому берегу реки Гусь. Длина реки составляет 93 км, площадь водосборного бассейна 1280 км².
Вода Колпи значительно светлее, чем вода мещерских рек, так как в её верховьях нет торфяных болот. Верховья сильно мелеют и зарастают в межень. В ноябре замерзает до апреля.

## Течение
Река Колпь образуется около деревни Борзино на уровне 115 м и впадает в Гусь на 15-м км на уровне 87 м. Течёт на юг вначале преимущественно лугами, а ниже лесами и впадает в реку Гусь в 3 км выше посёлка Гусь-Железный Касимовского района Рязанской области. Средний уклон 0,291 м/км. Долина реки служит восточной границей Владимирской Мещеры.

## Притоки (км от устья)
- 19 км: река Лавсинка (Большая Гусса) (лв)
- 33 км: река Чармус (Малиновка) (лв)

## Данные водного реестра
По данным государственного водного реестра России, относится к Окскому бассейновому округу, водохозяйственный участок реки — Ока от водомерного поста у села Копоново до впадения реки Мокша, речной подбассейн реки — бассейны притоков Оки до впадения Мокши. Речной бассейн реки — Ока.
Код объекта в государственном водном реестре — 09010102312110000026658.